# آخوله
آخولا یکی از روستاهای استان آذربایجان شرقی است که در بخش خسروشاه شهرستان تبریز واقع شده‌است.این روستا 3۸۰۶ نفر جمعیت دارد.
.
.

## شهرک صنعتی آخولا
یکی از بزرگترین شهرک های صنعتی آذربایجان شرقی در نزدیکی روستای اخولا به مساحت 500 هکتار واقع شده است این شهرک یکی از قطب های تولیدی آذربایجان شرقی به شمار میرود و اکثر اهالی روستای آخولا در این شهرک مشغول به کار میباشند.
.
.
==بازرگانی املاک آذربایجان== یکی از ده ها املاک برتر شهرک آخولا در عرصه خریدو فروش ملک فعالیت دارد.
.
==0914324۶1630== پریزن مدیریت بازرگانی املاک آذربایجان
== مشکلات زیست محیطی ==
تخلیه فاضلاب شهر جدید سهند در رودخانه این روستا باعث ایجاد مشکلات زیست محیطی و بوی نامطبوع و شیوع بیماری های واگیردار و تنفسی شده و همچنین استفاده از آب فاضلاب برای آبیاری در بخش کشاورزی نگرانی هایی در امنیت غذایی نیز بوجود آورده است.
با وجود وعده های مسئولین بعد از گذشت یک دهه همچنان مشکل در تمام سطوح پابرجا است. 

## آموزش
این روستا دارای ۲ مدرسه ابتدایی و ۲ مدرسه متوسطه اول است.
روستا دارای مدرسه متوسطه دوم نیست.